# Scott Boras
Scott Dean Boras (né le 2 novembre 1952 à Sacramento, Californie, États-Unis) est un agent de joueurs de baseball en Amérique du Nord. Il est le fondateur, propriétaire et président de la Boras Corporation, une agence située à Newport Beach en Californie, qui représente quelque 175 joueurs de baseball professionnel des Ligues majeures.
Depuis le début de sa pratique en 1982, Scott Boras a négocié pour ses clients de nombreux contrats records. Il compte en 2013 parmi ses clients les plus connus des joueurs tels Prince Fielder, Adrián Beltré, Matt Holliday, Stephen Strasburg, Jered Weaver et Bryce Harper. Boras représente aussi de jeunes joueurs des ligues mineures de baseball. Au nombre de ses anciens clients figurent Robinson Canó, Alex Rodriguez, Greg Maddux, Mark Teixeira et Éric Gagné. En 2006, il négocie le transfert de la vedette Daisuke Matsuzaka de la ligue japonaise vers Boston.
Scott Boras est d'abord lui-même joueur de baseball. Joueur de champ intérieur, il évolue pour l'Université du Pacifique à Stockton en Californie, puis joue quatre ans en ligues mineures dans l'organisation des Cardinals de Saint-Louis et des Cubs de Chicago, sans atteindre les Ligues majeures. Des blessures aux genoux l'empêchent de poursuivre cette carrière, mais il complète une formation universitaire en droit.
Boras, un des agents de joueurs les plus influents en Amérique et une des personnalités les plus influentes du baseball, n'hésite pas à conseiller aux joueurs de tester le marché des agents libres plutôt que d'accepter un contrat valant moins d'argent pour demeurer avec la même équipe, ce qui lui a valu des critiques des partisans de baseball. Il n'hésite pas non plus à suggérer aux jeunes prospects à demeurer aux études si l'équipe les ayant choisis au repêchage ne rencontre pas ses exigences salariales. Par son intransigeance dans l'exercice de sa pratique et son habileté à négocier d'onéreux contrats, Scott Boras est considéré comme l'un des individus les plus influents du monde du baseball. Il a été qualifié dans les médias d'« homme le plus détesté du baseball » et de « vrai commissaire » des Ligues majeures. The New Yorker le qualifiait en 2007 de « maître chanteur » (The Extortionist). Baseball America le qualifie de personnalité (excluant les joueurs) la plus influente des 25 dernières années dans le baseball professionnel.